# Dibrometo de Bis(dimeo-o-carbcresoxi)-2,7-octadiona
Dibrometo de 1,8-bis[N-(2-dimetilcarbamoxibenzil-N,N-dimetilamônio]-octano-2,7-diona ou Dibrometo de Bis(dimeo-o-carbcresoxi)-2,7-octadiona é um agente químico sintético de formulação C32H48Br2N4O6. Em temperatura ambiente forma um cristal branco. É um agente químico relacionado com Piridostigmina, Neostigmina e diversos agentes similares.